# فادي شاهين (لاعب كرة قدم)
فادي شاهين (21 يونيو 1979 - ) هو لاعب كرة قدم أردني معتزل ولد في عمان الأردن . كان يلعب كلاعب وسط. تنقل بين أندية الوحدات والبقعة وذات راس ومنشية بني حسن ولعب أخيرا مع نادي البقعة حتى أعتزاله عام 2016.
أحرز في مسيرته الرياضية 9 أهادف كان آخرها في دوري المناصير الأردني للمحترفين في المباراة التي جمعت فريقي الجزيرة والبقعة حيث أحرز الهدف في الدقيقة 68 لتنتهي المبارة بالتعادل 1-1 . 